# Ортега, Амадео
Амадео Ортега (исп. Amadeo Ortega; 19 апреля 1905, Итаугуа, Сентраль — 17 октября 1982) — парагвайский футболист, нападающий. Участник чемпионата мира 1930 года.

## Биография
Амадео Ортега родился 19 апреля 1905 года в парагвайском городе Итаугуа.
Играл в футбол на позиции нападающего. В 1929—1931 годах выступал в чемпионате Парагвая за «Ривер Плейт» из Асунсьона, после чего перебрался в чемпионат Аргентины. В 1932—1933 годах защищал цвета «Атланты» из Буэнос-Айреса. В первый год провёл 23 официальных матча, забил 4 мяча, во второй год на его счету 30 поединков и 12 голов. Сезон-34 провёл в составе объединённого клуба «Атланта — Архентинос Хуниорс», затем провёл 2 матча за «Архентинос Хуниорс», после чего вернулся на год в «Атланту».
В 1930 году вошёл в состав сборной Парагвая на первом в истории чемпионате мира в Уругвае, но не участвовал ни в одном из двух матчей, оставшись в запасе.
В 1937 году участвовал в чемпионате Южной Америки в Буэнос-Айресе, где парагвайцы заняли 4-е место. Сыграл 3 матча, забил 2 мяча в матче со сборной Уругвая (4:2).
Носил прозвище «Камба'и» (Camba'í), что на языке гуарани или каком-то местном диалекте означает "смуглый мальчуган".
Умер 17 октября 1982 года.